# Langues papoues du Sud-Est
Les langues papoues du Sud-Est sont une proposition de famille de langues papoues parlées en Papouasie-Nouvelle-Guinée.

## Classification
La proposition des langues papoues du Sud-Est regroupe plusieurs familles de langues du Sud-est de la Papouasie. Elles font partie des familles possiblement rattachées, selon Malcolm Ross, à la famille hypothétique des langues de Trans-Nouvelle Guinée. Haspelmath, Hammarström, Forkel et Bank rejette cette proposition et maintiennent les différents membres proposées comme des familles de langues non apparentées entre elles.

## Liste des langues
Les familles incluses par Ross dans les langues papoues du Sud-Est sont les suivantes :
- langues goilalanes
- langues koiarianes
- langues kwaleanes
- langues manubaranes
- langues yarebanes
- langues mailuanes
- langues daganes